# Рыбный (Новосибирская область)
Рыбный — упразднённый посёлок в Краснозёрском районе Новосибирской области. Входил в состав Коневского сельсовета. Исключен из учётных данных в 2009 году.

## География
Площадь посёлка — 36 гектаров.
Находился возле нескольких озёр, среди них: Рыбное, Жеребячье.

## Население
| 2002 | 2007 |
| ---- | ---- |
| 49   | ↘0   |

## Инфраструктура
В посёлке по данным на 2007 год отсутствует социальная инфраструктура

## Транспорт
Просёлочные дороги. 